# Розумна Марія Сергіївна
Марія Сергіївна Розумна (24 березня 1928 — ?) — українська радянська діячка, свинарка колгоспу «Росія» Волноваського району Донецької області. Депутат Верховної Ради СРСР 7-го скликання.

## Біографія
Народилася в селянській родині. Освіта неповна середня.
У 1946—1948 роках — колгоспниця колгоспу «Червоний маяк».
У 1948—1959 роках — ланкова колгоспу «Росія» села Златоустівка Волноваського району Донецької області.
З 1959 року — свинарка колгоспу «Росія» села Златоустівка Волноваського району Донецької області.
Потім — на пенсії в селі Златоустівка Волноваського району Донецької області.

## Нагороди
- орден Леніна
- орден «Знак Пошани» (1966)
- ордени
- медалі